# Anakonda 3: Potomstvo
Anakonda 3: Potomstvo (izvirni angleški naslov Anaconda 3: Offspring) je televizijska grozljivka iz leta 2008, delo režiserja Don E. FauntLeRoya. Film je nadaljevanje Anakonde 2: Lov na krvavo orhidejo (Anacondas: The Hunt for the Blood Orchid) in je tretji del iz filmske serije Anakonda (Anaconda). Film je bil premierno predvajan 26. julija 2008 na programu Sci-Fi Channel. V filmu igrajo David Hasselhoff, Crystal Allen in John Rhys-Davies. 

## Vsebina
Nekaj časa po dogodkih v prejšnjem filmu, sta v Romuniji ujeta samec in samica anakonde, ki jih uporabljajo za genske raziskave podjetja Wexel Hall. Vodja raziskav je dr. Amanda Hayes (Crystal Allen), financira jih pa znan gospodarstvenik J.D. Murdoch (John Rhys-Davies). Med obiskom ustanove, Murdoch z lučjo vznemiri samca anakonde, vendar ga pomirijo s plinom. Ko pa Murdoch in njegov pomočnik Pinkus (Ryan McCluskey) odideta, anakonda pobegne in pobije veliko ljudi, ki delajo v laboratoriju. Amanda in še en znanstvenik, spoznata, da je pobegnila še ena anakonda (kraljica). Murdoch pokliče skupino lovcev na živali, katero vodi Hammet (David Hasselhoff), da bi ujeli obe kači. Amanda in Pinkus gresta z njimi. Na majhni kmetiji pa anakonda požre živega lastnika. 
Lovci prispejo nekoliko kasneje in si pripravijo načrt za lov na kači. Med prvim soočenjem sta ubita dva člana ekipe: Grozny (Anthony Green), je preboden z zelo ostrim repom anakonde, Dragoshu pa anakonda odgrizne glavo. Hammet prispe in ekipi pove kako ubiti kačo. Ekipa se razide in Amanda odide z avtom z dvema lovcema Victorjem (Toma Danilă) and Sofio (Mihaela Elena Oros). Med naslednjim srečanjem z anakondo pride do avtomobilske nesreče, kača Victorju pljune v obraz jedek strup, Sofii zlomi nogo, Amando pa pusti v avtomobilu. Ko Amanda pokuša pomagati Sofii se anakonda vrne in Sofio požre. Amando reši Hammet in skupaj pobegneta.
Amanda nato ugotovi, da je kraljica noseča, in da bo povrgla več gensko posebnih potomcev, v manj kot 24. urah. Ostali želijo poklicati vojsko, toda jih Hammet to prepove in zagrozi Amandi z zaporom, zaradi ustvarjanja teh kač. Zjutraj se spet odpravijo na lov za kačo, toda Pinkusu ta odgrizne roko in umre. Medtem ko Hammet išče kačo, Amanda z lovcem Nickom (Patrick Regis) izsledi kače v stari tovarni. Tam postavita razstrelivo, in še preden lahko dokončata napade samec anakonde. Nick je poškodovan in sproži granato, ter tako ubije sebe in samca. Hammet in še njegov zadnji lovec Andrei (Alin Olteanu) prispeta in zaslišita granato. Ko tam srečata Amando, Hammet ubije Andreia. Amanda tako spozna, da Hammet dela za nekoga (Murdoch), ki želi živega anakondinega mladiča. V notranjosti stavbe, kraljica že rojeva. Amanda Hammeta poškoduje in ga prepusti napadu mladičev. Ko prispe na varno sproži razstrelivo in tako ubije Hammeta in mladiče. Medtem ko zažgi vso dokumentacijo o raziskavah na kačah, prispe eden od Murdochovih mož, ki v tovarni najde enega še vedno živega mladiča in ga odnese k Murdochu.

## Igralci
- David Hasselhoff kot Stephen Hammett
- Crystal Allen kot dr. Amanda Hayes
- Ryan McCluskey kot Pinkus
- Patrick Regis kot Nick
- Anthony Green kot kapetan Grozny
- John Rhys-Davies kot Peter "J.D." Murdoch
- Alin Olteanu kot Andrei
- Toma Danilă kot Victor
- Bogdan Uritescu kot Dragosh
- Milhaela Oros kot Sofia
- Serban Celea kot profesor Eric Kane
- Zoltan Butuc kot Peter Reysner
- Alin Constantinescu kot Darryl